# هرد هتفیلد
هرد هتفیلد (انگلیسی: Hurd Hatfield؛ ‏ ۷ دسامبر ۱۹۱۷ – ۲۶ دسامبر ۱۹۹۸) یک هنرپیشه اهل ایالات متحده آمریکا بود.
از فیلم‌ها یا برنامه‌های تلویزیونی که وی در آن نقش داشته است می‌توان به السید، جنایت‌های دل، میکی وان و خاطرات یک خدمتکار اشاره کرد.